# Карапельюш
Карапельюш (порт. Carapelhos)  —  район (фрегезия) в Португалии,  входит в округ Коимбра. Является составной частью муниципалитета  Мира. Находится в составе крупной городской агломерации Большая Коимбра. По старому административному делению входил в провинцию Бейра-Литорал. Входит в экономико-статистический  субрегион Байшу-Мондегу, который входит в Центральный регион. Население составляет 766 человек на 2001 год. Занимает площадь 3,92 км².
Покровителем района считается Дева Мария (порт. Maria).